# Moira Foot
Moira Foot (Northampton, 19 juni 1953) is een Engelse actrice. Ze is waarschijnlijk het meest bekend van haar rol als Denise Laroque, leider van het communistische verzet in de Britse comedyserie 'Allo 'Allo!. Ze was te zien in 9 afleveringen. Moira Foot is de dochter van Alistair Foot, samen met Anthony Marriott schrijver van de serie No Sex Please, We're British.
Andere rollen die ze speelde zijn:
- Are You Being Served? (Miss Thorpe, de tijdelijke secretaresse van Mr. Rumbold (3 afleveringen))
- Hark at Barker
- Six Dates with Barker
- His Lordship Entertains
- On the Buses
- Oh Happy Band!
- Maggie and Her
- Doctor at Largee
- Quiller
- The Benny Hill Show
- The New Avengers (1977, 1 aflevering)

Films:
- One Brief Summer (1970)
- On the Buses (1971)
- The Strange Case of the End of Civilization as We Know It (1977)